# Gregoria Pérez de Denis
Gregoria Pérez de Denis é uma comuna da província de Santa Fé, na Argentina.